# 小豆島町立池田小学校
小豆島町立池田小学校（しょうどしまちょうりつ いけだしょうがっこう）は、香川県小豆郡小豆島町池田にある公立小学校。

## 沿革
- 1887年（明治20年） - 池田尋常小学校を設立。
- 1908年（明治41年） - 池田尋常高等小学校と改称。
- 1941年（昭和16年） - 池田第一国民学校と改称。
- 1947年（昭和22年） - 池田町立池田第一小学校と改称。
- 1954年（昭和29年） - 池田町立池田小学校に改称。
- 1980年（昭和55年） - 池田町立中山小学校・池田町立二生小学校を併合。
- 1996年（平成8年） - 池田町立蒲生小学校を併合。
- 1999年（平成11年） - 池田町立三都小学校を併合。
- 2006年（平成18年） - 小豆島町立池田小学校に改称。
- 2009年（平成21年） - 校舎耐震補強改修工事完成。

## 通学区域
- 小豆島町
  - 池田（いけだ）
  - 入部（にゅうべ）
  - 蒲生（かもう）
  - 中山（なかやま）
  - 室生（むろう）
  - 二面（ふたおもて）
  - 竹生（たこう）
  - 吉野（よしの）
  - 蒲野（かまの）
  - 神浦（こうのうら）

卒業生の多くは小豆島町立小豆島中学校へ進学する。

## 学校周辺
- 小豆島町役場
- 小豆島中央病院
- 香川県立小豆島みんなの支援学校（本校と簡単に行き来できるように連絡通路を設置）
- 道の駅小豆島ふるさと村
- 池田郵便局
- 小豆島病院
- 国道436号
- 亀山八幡宮
- 護国神社
- 長勝寺

## 歴代校長
- 1887年（明治20年） - 初代校長
- 2004年（平成16年） - 大石雅章
- 2021年 (令和3年)  - 出水一明

## アクセス
- 国際両備フェリー 池田港から東へ約1km
- 小豆島オリーブバス 平木にて下車

## 通学区域が隣接している学校
- 小豆島町立星城小学校
- 土庄町立土庄小学校
- 小豆島町立苗羽小学校 （海を挟んで隣接。）

## 関係項目
- 香川県小学校一覧
- 池田小学校 - 同名校の曖昧さ回避ページ
- 小豆島